# Сталевий барабан
Сталевий барабан (steel drum) — ударний інструмент із визначеною висотою звуку. Використовується в афрокарибській музиці таких напрямків, як каліпсо та ска. Винайдений у 1930-х роках.
Інструмент з’явився після ухвалення в Тринідаді і Тобаго закону, що забороняв мембранні барабани та бамбукові палиці для виконання музики. Барабан почали викувати зі сталевих бочок (у великій кількості залишених на пляжах після закінчення Другої світової війни), із листів сталі товщиною 0,8—1,5 мм. Налаштування інструмента полягає у формуванні в цьому сталевому листі областей, за формою схожих на пелюстки, і наданні їм необхідного звучання за допомогою молотків. Переналаштування інструмента може знадобитися один-два рази на рік.
Зазвичай в ансамблі грають кілька різновидів інструмента: мелодію веде пінг-понг, гармонічну основу утворює tune boom, а bass boom тримає ритм. Інструмент навіть представлений у збройних силах республіки Тринідад і Тобаго — з 1995 року існує «сталевий оркестр» при оборонних військах, який є єдиним військовим оркестром у світі, який використовує сталевий барабан..
Сталевий барабан є національним інструментом Тринідад і Тобаго і незабаром з'явиться на оновленому гербі країни.